# آلخاندرو اگرستی
آلخاندرو اگرستی (انگلیسی: Alejandro Agresti؛ زادهٔ ۲ ژوئن ۱۹۶۱) تهیه‌کننده فیلم، کارگردان فیلم، و فیلم‌نامه‌نویس اهل آرژانتین است.